# Delphyre
Delphyre is een geslacht van vlinders van de familie spinneruilen (Erebidae).

## Soorten
- D. aclytioides Hampson, 1901
- D. albiventus Druce, 1898
- D. arpi Schaus, 1894
- D. atava Druce, 1884
- D. aurorina Forbes, 1939
- D. boettgeri Druce, 1909
- D. bolivianum Rothschild, 1912
- D. borealis Rothschild, 1912
- D. brunnea Druce, 1898
- D. cumulosa Dyar, 1914
- D. discalis Druce, 1905
- D. distincta Rothschild, 1912
- D. dizona Druce, 1898
- D. drucei Rothschild, 1910
- D. elachia Dyar, 1914
- D. flaviceps Druce, 1905
- D. flaviventralis Hampson, 1901
- D. germana Rothschild, 1912
- D. hampsoni Rothschild, 1912
- D. hebes Walker, 1854
- D. lemoulti Draudt, 1915
- D. leucomela Kaye, 1919
- D. macella Dognin, 1911
- D. maculosa Hampson, 1898
- D. meridionalis Rothschild, 1912
- D. mimula Draudt, 1915

- D. minuta Möschler, 1877
- D. nigra Schaus, 1904
- D. nilammon Schaus, 1924
- D. oviplaga Rothschild, 1933
- D. parcipuncta Hampson, 1914
- D. pieroides Rothschild, 1912
- D. pumila Rothschild, 1912
- D. pusilla Butler, 1878
- D. pyroperas Hampson, 1911
- D. pyrozona Druce, 1905
- D. rhodocrypta Druce, 1905
- D. roseiceps Dognin, 1909
- D. rubricincta Hampson, 1898
- D. rufiventris Schaus, 1894
- D. spreta Draudt, 1915
- D. subapicalis Jones, 1908
- D. testacea Druce, 1884
- D. tetilla Dognin, 1898
- D. varians Hampson, 1901